# NGC 4110
NGC 4110 је спирална галаксија у сазвежђу Береникина коса која се налази на NGC листи објеката дубоког неба.
Деклинација објекта је + 18° 31' 55" а ректасцензија 12h 7m 3,4s. Привидна величина (магнитуда) објекта NGC 4110 износи 13,8 а фотографска магнитуда 14,6. NGC 4110 је још познат и под ознакама UGC 7102, MCG 3-31-40, CGCG 98-58, PGC 38441.